# Штучний інтелект: сучасний підхід
«Штучний інтелект: сучасний підхід» (англ. Artificial Intelligence: A Modern Approach) — підручник Стюарта Рассела та Пітера Норвіга, перше видання вийшло 1995 році.
Книга призначена для використання в базовому університетському курсі або в послідовності курсів за фахом. Може бути застосована як основний довідник для аспірантів, що спеціалізуються в галузі штучного інтелекту, а також буде цікава професіоналам, які бажають вийти за межі обраної ними спеціальності.[джерело?]

## Про книгу
У книзі представлені всі сучасні досягнення і викладені ідеї, які були сформульовані в дослідженнях, що проводилися протягом останніх п'ятдесяти років, а також зібрані впродовж двох тисячоліть в областях знань, які стали стимулом до розвитку штучного інтелекту як науки проектування раціональних агентів. Теоретичний опис ілюструється численними алгоритмами, реалізації яких у вигляді готових програм на декількох мовах програмування знаходяться на супроводжуючому книгу Web-сайті.

## Розділи
Книга «Штучний інтелект: сучасний підхід» (друге видання) розділена на 8 основних частин:
- Частина I: Штучний інтелект
- Частина II: Рішення проблем
- Частина III: Знання та міркування
- Частина IV: Планування
- Частина V: Невизначені знання та міркування в умовах невизначеності
- Частина VI: Навчання
- Частина VII: Спілкування, сприйняття і виконання дій
- Частина VIII: Заключення

## Видання
Перше видання: 15 січня 1995 року, 960 сторінок, видавництво: "Prentice Hall", ISBN 0131038052
Друге видання: 30 грудня 2002 року, 1132 сторіноки, видавництво: "Prentice Hall", ISBN 0137903952
Третє видання: 11 грудня 2009 року, 1152 сторінки, видавництво: "Prentice Hall", ISBN 0136042597